# Onolimbu
Onolimbu is een bestuurslaag in het regentschap Nias Barat van de provincie Noord-Sumatra, Indonesië. Onolimbu telt 1278 inwoners (volkstelling 2010).